# ソナチネ (ラヴェル)
ソナチネ 嬰ヘ短調 M. 40 は、モーリス・ラヴェルが1903年から1905年に作曲したピアノ曲。

## 概要
本作品は作曲者のお気に入りのポーランド人兄弟、イダ・ゴデブスカとシーパ・ゴデブスキに献呈されており、ラヴェルはこの作品を、今は廃刊されたある雑誌が主催した作曲コンクールのために書き上げた（入選したのはラヴェルただ1人だった）。
なお、「ソナチネ」という名前は必ずしも作品の難度ではなく、彼の古典様式への傾斜を映し出しているに過ぎない。

## 楽曲構成
以下の3楽章から構成される。
- 第1楽章 中庸に （Modéré ）（嬰ヘ短調）
- 第2楽章 メヌエットの動きで （Mouvt de Menuet ）（変ニ長調）
- 第3楽章 活き活きと （Animé ）（嬰ヘ短調）

それぞれ、美しい旋律に満ち溢れたソナチネ形式の第1楽章、モーツァルト風の不規則な楽節構造に始まる第2楽章、時折り変拍子が織り込まれたリズミカルな第3楽章、という順で構成されている。